# Волтерборо (Південна Кароліна)
Волтерборо (англ. Walterboro) — місто (англ. city) в США, в окрузі Коллтон штату Південна Кароліна. Населення — 5544 особи (2020).

## Географія
Волтерборо розташоване за координатами 32°54′3″ пн. ш. 80°40′30″ зх. д. / 32.90083° пн. ш. 80.67500° зх. д. (32.900837, -80.675059).  За даними Бюро перепису населення США в 2010 році місто мало площу 16,80 км², уся площа — суходіл.

### Клімат
Місто знаходиться у зоні, котра характеризується вологим субтропічним кліматом. Найтепліший місяць — липень із середньою температурою 27 °C (80.6 °F). Найхолодніший місяць — січень, із середньою температурою 9.1 °С (48.4 °F).
| Клімат Волтерборо       | Клімат Волтерборо | Клімат Волтерборо | Клімат Волтерборо | Клімат Волтерборо | Клімат Волтерборо | Клімат Волтерборо | Клімат Волтерборо | Клімат Волтерборо | Клімат Волтерборо | Клімат Волтерборо | Клімат Волтерборо | Клімат Волтерборо | Клімат Волтерборо |
| Показник                | Січ.              | Лют.              | Бер.              | Квіт.             | Трав.             | Черв.             | Лип.              | Серп.             | Вер.              | Жовт.             | Лист.             | Груд.             | Рік               |
| Абсолютний максимум, °C | 29,4              | 31,1              | 36,7              | 35                | 39,4              | 41,1              | 41,1              | 41,7              | 40,6              | 37,8              | 32,8              | 31,7              | 41,7              |
| Середній максимум, °C   | 15,9              | 17,4              | 21,8              | 25,8              | 29,4              | 32                | 33                | 32,6              | 30                | 25,6              | 21,1              | 16,7              | 25,1              |
| Середня температура, °C | 9,1               | 10,3              | 14,3              | 18,1              | 22,3              | 25,6              | 27                | 26,8              | 24,1              | 18,6              | 13,7              | 9,7               | 18,3              |
| Середній мінімум, °C    | 2,3               | 3,2               | 7,1               | 10,4              | 15,1              | 19,2              | 21,1              | 20,9              | 18,2              | 11,7              | 6,2               | 2,8               | 11,5              |
| Абсолютний мінімум, °C  | −17,8             | −12,8             | −9,4              | −3,3              | −0,6              | 6,7               | 12,2              | 12,8              | 2,8               | −4,4              | −11,7             | −15               | −17,8             |
| Норма опадів, мм        | 81                | 92                | 102               | 77                | 102               | 139               | 159               | 156               | 117               | 71                | 56                | 85                | 1238              |
| Днів з опадами          | 8                 | 8                 | 8                 | 7                 | 8                 | 10                | 12                | 11                | 8                 | 6                 | 6                 | 8                 | 101               |
| Днів зі снігом          | 0                 | 0                 | 0                 | 0                 | 0                 | 0                 | 0                 | 0                 | 0                 | 0                 | 0                 | 0,1               | 0,1               |
| ----------------------- | ----------------- | ----------------- | ----------------- | ----------------- | ----------------- | ----------------- | ----------------- | ----------------- | ----------------- | ----------------- | ----------------- | ----------------- | ----------------- |
| Джерело: Weatherbase    |                   |                   |                   |                   |                   |                   |                   |                   |                   |                   |                   |                   |                   |

## Демографія
Згідно з переписом 2010 року, у місті мешкало 5398 осіб у 2210 домогосподарствах у складі 1378 родин. Густота населення становила 321 особа/км².  Було 2579 помешкань (153/км²).
Расовий склад населення:
| - 50,5 % — чорних або афроамериканців - 45,2 % — білих - 1,0 % — азіатів - 0,3 % — корінних американців - 1,4 % — осіб інших рас |

До двох чи більше рас належало 1,5 %. Частка іспаномовних становила 2,9 % від усіх жителів.
За віковим діапазоном населення розподілялося таким чином: 25,8 % — особи молодші 18 років, 56,3 % — особи у віці 18—64 років, 17,9 % — особи у віці 65 років та старші. Медіана віку мешканця становила 38,9 року. На 100 осіб жіночої статі у місті припадало 80,3 чоловіків;  на 100 жінок у віці від 18 років та старших — 73,4 чоловіків також старших 18 років.
Середній дохід на одне домашнє господарство  становив 44 017 доларів США (медіана — 22 500), а середній дохід на одну сім'ю — 62 475 доларів (медіана — 41 423). Медіана доходів становила 55 096 доларів для чоловіків та 22 591 долар для жінок. За межею бідності перебувало 27,8 % осіб, у тому числі 36,2 % дітей у віці до 18 років та 12,7 % осіб у віці 65 років та старших.
Цивільне працевлаштоване населення становило 1918 осіб. Основні галузі зайнятості: мистецтво, розваги та відпочинок — 24,5 %, освіта, охорона здоров'я та соціальна допомога — 20,9 %, роздрібна торгівля — 14,3 %.